# مسرى أمامي

مخطط يمثل لوحة أم

المسرى الأمامي (بالإنجليزية: front-side bus أو FSB)‏ هو الناقل الذي ينقل البيانات بين وحدة المعالجة المركزية والمتحكم المركزي بالذاكرة (بالإنجليزية: northbridge)‏. ووحدة قياس سرعته وهي ميجا هرتز.
مثلاً تجد معالج سرعة FSB 800Mhz أو 1333Mhz، هذا يعني السرعة التي تواصل بها المعالج مع الذاكرة هي 800 أو 1333 ميجا هرتز.
فكلما كانت سرعة الناقل الأمامي مرتفعة، كان الأداء جيداً وخصوصاً في الألعاب.